# Itàlia sud (circumscripció del Parlament Europeu)
En les Eleccions al Parlament Europeu, Itàlia sud és una circumscripció  del Parlament Europeu, que inclou les regions dels Abruços, la Pulla, Calàbria, Campània i Molise. Les altres circumscripcions són les d'Itàlia nord-oest, Itàlia nord-est, Itàlia central i les Illes italianes.
Com les altres circumscripcions italianes, té només un objectiu de procediment d'elegir els diputats elegits dins de les llistes de partits, ja que la distribució d'escons entre els diferents partits es calcula a nivell nacional (anomenat Collegio Unico Nazionale, Circumscripció Nacional Única).

Situació dins la Unió Europea